# Madila
Madila – wieś w Estonii, w prowincji Harju, w gminie Nissi.